# Daniel Morgaine
Daniel Morgaine, de son vrai nom Morgenstern, est un journaliste, écrivain et chef d'entreprise français né à Paris 11e le 27 janvier 1927 et mort à Neuilly-sur-Seine le 16 juillet 1999. 

## Biographie
Il naît dans le 11e arrondissement de Paris. Juif, il porte l'étoile jaune au lycée pendant son adolescence. Il est arrêté à deux reprises lors de rafles, en août 1941 et octobre 1942. 
Membre des Éclaireurs israélites de France, il entre alors dans la clandestinité, où il est pris en charge par l'organisation de résistance des scouts juifs rattachée au Mouvement de libération nationale.
La guerre terminée et alors que son père souhaite qu'il reprenne ses études, il entend devenir journaliste. Il rencontre Jean Eskenazi et débute en 1946 comme garçon de bureau au service des sports de France-Soir alors que le quotidien est dirigé par Pierre Lazareff : il sera plus tard le rédacteur en chef de ce journal, après en avoir été le correspondant à New York. Il fonde Paris-Jour en 1959, dont il assure la rédaction en chef, poste qu'il occupera également à Paris-Presse en 1961. Il devient, dans les années 1970, président directeur général de l’imprimerie et des éditions Montsouris.
Titulaire du seul certificat d’études primaires - dont il réussit les épreuves en 1939 - pendant toute sa carrière de journaliste, il obtient un doctorat de sociologie en 1979.
Il est l'auteur de sept livres. Sept était son chiffre fétiche. Dans ses livres qui sont des Mémoires, il raconte ses rencontres essentielles avec Elie Wiesel, Edith Piaf, Mohamed Ali, Martin Luther King, autant de figures humanistes, artistiques et politiques qui ont marqué sa carrière.
Frère du designer Lionel Morgaine,  il a été marié à la journaliste Alice Morgaine avec laquelle il a eu trois enfants.